# Ken Hensley
Kenneth William David Hensley (24. august 1945 – 4. november 2020) var en engelsk musiker, sanger, sangskriver og producer, der er bedst kendt for sit arbejde med Uriah Heep i 1970'erne.
Han skrev eller var med til at skrive størstedelen af Uriah Heeps sange i denne periode inklusive singlerne "Lady in Black" (hvor han selv var forsanger), "Easy Livin'" og "Stealin'", samt "Look at Yourself" og "Free Me".

## Diskografi

### Soloalbums
- Proud Words on a Dusty Shelf (1973) - AUS #57[6]
- Eager to Please (1975)
- Free Spirit (1980)
- The Best of Ken Hensley (compilation, 1990)
- From Time to Time (1994)
- A Glimpse of Glory (1999)
- Ken Hensley Anthology (compilation, 2000)
- Running Blind (2002)
- The Last Dance (2003)
- The Wizard's Diary Vol. 1 (compilation, CD/DVD, 2004)
- Cold Autumn Sunday (2005)
- Elements – Anthology 1968 to 2005 (compilation, 2006)
- Inside the Mystery (compilation, 2006)
- Blood on the Highway (The Ken Hensley Story - When Too Many Dreams Come True) (2006)
- Ken Hensley with Live Fire In Concert / Norway (live at Folkets Hus, Gressvik, Norway, 28 November 2005; DVD, 2007)
- Blood on the Highway (live at the Fabrik, Hamburg, Germany, 22 May 2007; DVD, 2008)
- Love & Other Mysteries (2012)[7]
- Live Tales (live, 2013)
- Rare & Timeless (compilation, 2018)
- My Book of Answers (2021)

### Med Uriah Heep
- ...Very 'Eavy ...Very 'Umble (1970)
- Salisbury (1971)
- Look at Yourself (1971)
- Demons and Wizards (1972)
- The Magician's Birthday (1972)
- Uriah Heep Live (live, 1973)
- Sweet Freedom (1973)
- Wonderworld (1974)
- Return to Fantasy (1975)
- The Best of Uriah Heep (compilation, 1975)
- High and Mighty (1976)
- Firefly (1977)
- Innocent Victim (1977)
- Fallen Angel (1978)
- Conquest (1980)
- Live at Shepperton '74 (live, 1986)
- Live in Europe 1979 (live, 1986)
- Still 'Eavy Still Proud (compilation, 1990)
- Rarities From The Bronze Age (compilation, 1991)
- The Lansdowne Tapes (1993)
- A Time of Revelation (1996)
- Live in San Diego 1974 (live, 1997)
- The Magician's Birthday Party (live, recorded 2001, released 2002)
- Chapter & Verse – The Uriah Heep Story (compilation, 2005)

### Med The Gods
- Genesis (1968)
- To Samuel A Son (1969)
- The Gods Featuring Ken Hensley (1976)

### Med Head Machine
- Orgasm (1969)

### MedToe Fat
- Toe Fat (1970)

### Med Weed
- Weed...! (1971)

### Med Blackfoot
- Siogo (1983)
- Vertical Smiles (1984)
- KBFH Presents Blackfoot Live 1983 (live, 1998)

### Med John Lawton
- The Return (live, 2001)
- Salisbury Live (live, 2001)

### Med John Wetton
- More Than Conquerors (live, 2002)
- One Way Or Another (live, 2002)

### Med Ken Hensley & Live Fire
- Faster (2011)
- Live Fire LIVE (live, 2013)
- Trouble (2013)
- Live in Russia (live, 2019)

## Bøger
- Uriah Heep – 10 Jahre Rockmusik, Markus Ott and Ken Hensley (1980)
- When Too Many Dreams Come True – The Ken Hensley Story (2006)
- Easy Livin' Ken Hensleyn vuodet 1970-1980, Mika Järvinen (2013)